# Telureto de bismuto
Telureto de bismuto ou telureto de bismuto (III) (Bi2Te3) é um pó cinza composto de bismuto e telúrio. É um semicondutor. Quando utilizado em liga metálica com antimônio ou selênio, é um excelente material termoelétrico e pode ser utilizado para refrigeração ou geração portável de energia. Já observou-se o comportamento de isolante topológico no composto.

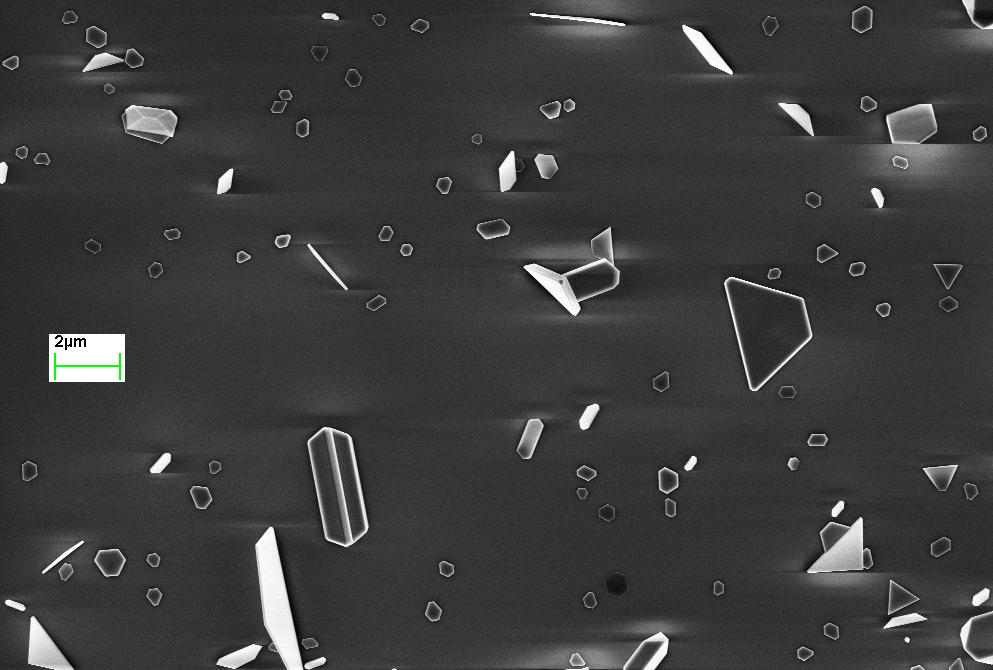
Imagem gerada por microscópio eletrônico de varredura de pequenos cristais de telureto de bismuto na forma de telurobismutina.